# Poljče, Braslovče
Poljče so naselje v Občini Braslovče.